# Бейтмен, Чарльз Дональд
Чарльз Дональд Бейтмен (англ. Charles Donald Bateman), известный также как Дон Бейтмен (англ. Don Bateman) и С. Дональд Бейтмен (англ. C. Donald Bateman; 8 марта 1932, Саскачеван — 21 мая 2023) — канадский и американский инженер, автор 40 американских и 80 патентов других стран на разные изобретения; получил известность как автор системы предупреждения о близости земли (GPWS).

## Биография
Чарльз Дональд Бейтмен родился 8 марта 1932 года в Саскачеване (Канада) и рос на ферме, с детства умея управлять сельскохозяйственным трактором.
В 1940 году, когда 8-летний Дон был ещё учеником начальной школы, его одноклассник Мэл Кубица (англ. Mel Kubica), глянув в окно, неожиданно увидел вспышку, после чего с неба стали падать обломки и нечто похожее на людей. Кубица и Бейтмен сбежали с урока и, сев на трёхколёсные велосипеды, поехали к месту падения. Как оказалось, в небе столкнулись два учебных самолёта — Lockheed Hudson и Avro Anson, при этом погибли около десятка человек. Ранее Дон никогда не видел крови, а потому представшая перед ним страшная кровавая картина произвела неизгладимое впечатление. На следующий день преподаватель сделал обоим ученикам выговор и потребовал написать подробный доклад об увиденном. Когда Бейтмен сдал свою работу, учитель, прочитав её, сказал: «Нет слов. Вы будете инженером». Позже Дон ещё не раз столкнётся с жестокой реальностью военной авиации, когда два его дяди и двоюродный брат, которые в период Второй мировой войны стали лётчиками, погибли в авиакатастрофах либо в воздушных боях. Как он впоследствии вспоминал, эти события привели к тому, что в его подсознании навсегда засела идея сделать полёты более безопасными.
Дальнейшее обучение Бейтмен проходил в средней школе имени принцессы Александры, а после поступил в университет Саскачевана на специальность инженер-электротехник, параллельно работая в ювелирном магазине своего отца. По окончании университета Дон устроился в компанию по производству телефонного оборудования. В 1958 году он уже начал работать в корпорации Boeing Company на предприятии в Рентоне (штат Вашингтон), где занимался авионикой для 707-го, но менее двух лет спустя перешёл на United Control, которая занималась созданием авиационных электронных систем. Сама United Control была создана бывшими инженерами корпорации Boeing и сперва располагалась в Университетском районе Сиэтла, но затем перебралась в Рентон; впоследствии она стала частью AlliedSignal, а позже и Honeywell.

### Ground Proximity Warning Systems
4 сентября 1971 года на Аляске к западу от Джуно произошла одна из страшнейших авиакатастроф того времени, когда пассажирский самолёт компании Alaska Airlines врезался в гору Чилкат, в результате чего погибли 111 человек. На тот момент это была крупнейшая в стране катастрофа отдельного самолёта. Чарльз Бейтмен в это время выполнял полёт на небольшом Beechcraft Baron, но, узнав о происшествии, изменил маршрут и через некоторое время достиг горы Чилкат, на склоне которой увидел обломки. Это заставило инженера вспомнить эпизод 1940 года в начальной школе и его детскую мечту.
К началу 1970-х годов уже на протяжении нескольких десятилетий «врагом № 1» в авиации считалось столкновение с землёй в управляемом полёте (CFIT), причём в основной массе случаев лётчики, будучи дезориентированы на местности и выполняя полёт в плохих погодных условиях или ночью, даже не подозревали, что летят прямо навстречу опасности. Об остроте проблемы говорил тот факт, что катастрофы по данной причине только на территории США происходили не менее 1 раза в месяц; особенно ситуация обострилась с появлением реактивной авиации, которая имеет более высокие скорости, а значит у экипажей стало ещё меньше времени на осознавание опасности и её предотвращение.
При создании системы, которая бы предупреждала об опасности близости земли, требовалось использовать приборы, которые уже были на борту самолёта. И тогда инженер задействовал радиовысотомер, а созданная им новая система при быстром изменении высоты, либо при полёте на малой высоте при непосадочной конфигурации предупреждала пилотов звуковым сигналом «Whoop, whoop». В 1974 году лётчик-испытатель Джек Уодделл (англ. Jack Waddell) компании Boeing испытал эту систему, пролетев на новейшем Boeing 747 над высочайшей вершиной Каскадных гор — вулканом Рейнир; по результатам данного полёта было рекомендовано также добавить в систему голосовое предупреждение «Pull up» (рус. Тяни вверх). 19 июня 1974 года была подана первая заявка на патент о системе предупреждения о близости земли (англ. Ground Proximity Warning Systems или GPWS, патент № 3946358, зарегистрирован 23 марта 1976 года); в том же году компания Boeing стала устанавливать данную систему на своих новых самолётах. Авиакомпания Pan Am, которая по причине CFIT к тому времени потеряла уже несколько реактивных Boeing 707 и 727, также начала установку системы GPWS на своём воздушном флоте. В декабре 1974 года, после катастрофы Boeing 727 близ Вашингтона, Федеральное управление гражданской авиации США, по рекомендации Национального совета по безопасности на транспорте, выпустило указание, чтобы к декабрю 1975 года система GPWS была установлена на всех авиалайнерах.
На протяжении последующих лет система GPWS постоянно улучшалась, чтобы предупредить различные случаи опасности столкновения с землёй, в том числе и при заходе на посадку, а также для исключения ложных срабатываний. Когда в 1994 году система GPS стала бесплатной для гражданских пользователей, Дон Бейтмен понял её преимущества в применении на самолётах и создал Улучшенную систему предупреждения о близости земли (англ. Enhanced Ground Proximity Warning Systems, EGPWS). EGPWS могла «видеть» уже на несколько километров вперёд и, просчитывая маршрут полёта заранее, предупреждать экипаж; при этом она предупреждала об опасности столкновения не только с высокими формами рельефа, но и с высокими сооружениями, включая радио- и телевышки. Проблемой было то, что если точные карты Северной Америки и Западной Европы были доступны, то по Восточной Европе и Китаю информации оказалось недостаточно, поэтому Бейтмен сумел убедить руководство Honeywell в приобретении этих карт у России. Необходимость внедрения новой системы показала произошедшая в 1995 году катастрофа американского Boeing 757 в Колумбии. Как показали результаты расследования, система GPWS заранее предупредила пилотов об опасности столкновения, но из-за низкой скорости и малой подъёмной силы авиалайнер не успел набрать высоту и врезался в гору, в результате чего погибли 159 человек. После данного происшествия авиакомпания American Airlines, которой принадлежал разбившийся самолёт, а следом и другие авиаоператоры начали устанавливать EGPWS на своих воздушных судах.
После произошедшей в 2009 году катастрофы турецкого Boeing 737 близ Амстердама, в систему EGPWS было добавлено предупреждение о низкой воздушной скорости. С середины 2000-х годов Бейтмен занимался разработкой системы по предотвращению столкновений воздушных судов на взлётно-посадочной полосе. В 2010 году американский президент Барак Обама наградил Дона Бейтмена Национальной медалью США в области технологий и инноваций за «разработку и улучшение систем безопасности полётов, теперь используемых на самолётах во всём мире, включая систему предупреждения о близости земли и систему обнаружения сдвига ветра» (англ. For developing and championing critical flight-safety sensors now used by aircraft worldwide, including ground proximity warning systems and wind-shear detection systems).
По данным Федерального управления гражданской авиации США, благодаря изобретениям Бейтмена число авиационных происшествий снизилось с 1 на каждые 3 миллиона рейсов до 1 на каждые 20 миллионов рейсов. По утверждениям Фонда безопасности полетов, невозможно подсчитать, сколько пилотов и авиапассажиров были спасены этими изобретениями.
В 2016 году Чарльз Дональд Бейтмен уволился из Honeywell.
Скончался 21 мая 2023 года на 92-м году жизни.

## Достижения
- Кубок Камбербэтч от Гильдии воздушных пилотов и навигаторов[англ.] (GAPAN) за большой личный вклад в повышение безопасности полётов в мире (1996);
- Премия Института промышленных исследований[англ.] (2001)
- Включён в Национальный зал славы изобретателей (2005)[9]
- Национальная медаль США в области технологий и инноваций (2010)
- Премия имени Филипа Класса[англ.] (2013)[10]

В [авиационной] отрасли считается, что Дон Бейтмен, вероятно, спас больше жизней, чем любой другой человек в истории авиации.Оригинальный текст (англ.)It's accepted within the industry that Don Bateman has probably saved more lives than any single person in the history of aviation.— Билл Восс (англ. Bill Voss), исполнительный директор Фонда безопасности полетов